# Nikon S
Le Nikon S est un appareil photographique télémétrique fabriqué entre 1950 et 1955 par la société Nikon. Il s'agît d'une évolution du Nikon M, son prédécesseur, doté cette fois-ci d'une synchronisation-flash.

## Technique
C'est un appareil qui utilise du film 135 mais qui produit des images au format 24 x 34 mm. Il est doté d'un obturateur plan focal en tissu dont la vitesse d'obturation maximale est de 1/500s. L'avance du film et l'armement de l'obturateur se font via une molette.
Le bouton de rembobinage est plus petit que sur le M et le marquage MIOJ (Made In Occupied Japan) disparait.
Il est le successeur du Nikon M et le prédécesseur du Nikon S2.

## Variantes
1. Avec marquage "EP" vendu dans les magasins réservés aux militaires américains (PX)[2].
2. Avec manivelle de rembobinage[2].